# Bezirk Rawa Ruska

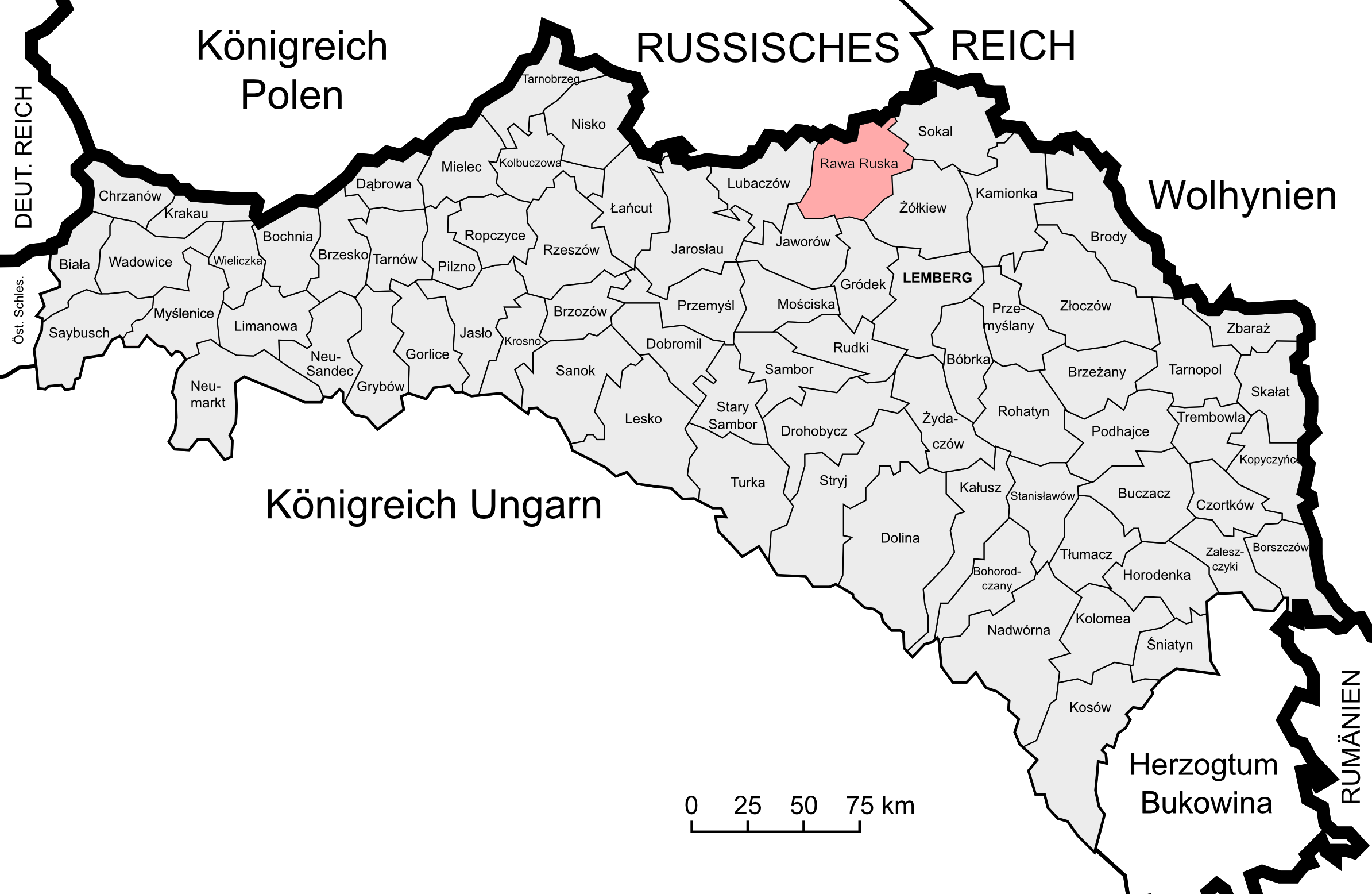
Lage des Bezirks Rawa Ruska im Kronland Galizien und Lodomerien

Der Bezirk Rawa Ruska (auch Bezirk Rawa) war in der Habsburgermonarchie ein politischer Bezirk im KronlandGalizien und Lodomerien. Sein Gebiet umfasste Teile Ostgaliziens in der heutigen Westukraine (Oblast Lwiw, Rajon Schowkwa sowie Rajon Jaworiw mit Truppenübungsplatz Jaworiw und Rajon Sokal) und Polen (Woiwodschaft Lublin, Powiat Tomaszowski, Gmina Horyniec-Zdrój, Gmina Lubycza Królewska, Gmina Ulhówek). Sitz der Bezirkshauptmannschaft war der Markt Rawa Ruska. Im November 1918 war der Bezirk nach dem Zusammenbruch der Donaumonarchie am Ende des Ersten Weltkriegs kurzzeitig Teil der Westukrainischen Volksrepublik.
Er grenzte im Norden an das Russische Kaiserreich, im Nordosten an den Bezirk Sokal, im Südosten an den Bezirk Żółkiew, im Süden an den Bezirk Gródek Jagielloński, im Südwesten an den Bezirk Jaworów sowie im Westen an den Bezirk Cieszanów.

## Geschichte
Ein Vorläufer des späteren Bezirks (Verwaltungs- und Justizbehörde zugleich) wurde zum Ende des Jahres 1850 geschaffen, die Bezirkshauptmannschaft Rawa war dem Regierungsgebiet Lemberg unterstellt und umfasste folgende Gerichtsbezirke:
- Gerichtsbezirk Rawa
- Gerichtsbezirk Uhnów

Nach der Kundmachung im Jahre 1854 kam es am 29. September 1855 zur Einrichtung des Bezirksamtes Rawa (weiterhin für Verwaltung und Gerichtsbarkeit zuständig) innerhalb des Kreises Żółkiew.
Nachdem die Kreisämter Ende Oktober 1865 abgeschafft wurden und deren Kompetenzen auf die Bezirksämter übergingen, schuf man nach dem Österreichisch-Ungarischen Ausgleich 1867 auch die Einteilung des Landes in zwei Verwaltungsgebiete ab. Zudem kam es im Zuge der Trennung der politischen von der judikativen Verwaltung zur Schaffung von getrennten Verwaltungs- und Justizbehörden. Während die gerichtliche Einteilung weitgehend unberührt blieb, fasste man Gemeinden mehrerer Gerichtsbezirke zu Verwaltungsbezirken zusammen.
Der neue politische Bezirk Rawa wurde aus folgenden Bezirken gebildet:
- Bezirk Rawa (mit 36 Gemeinden)
- Bezirk Uhnów (mit 31 Gemeinden)
- Bezirk Niemirów (mit 22 Gemeinden)
- Teilen des Bezirks Cieszanów (Gemeinden Bełzec und Brzeziny)

Der Bezirk Rawa Ruska bestand bei der Volkszählung 1910 aus 82 Gemeinden sowie 60 Gutsgebieten und umfasste eine Fläche von 1401 km². Hatte die Bevölkerung 1900 noch 105.185 Menschen umfasst, so lebten hier 1910 115.333 Menschen. Auf dem Gebiet lebten dabei mehrheitlich Menschen mit ruthenischer Umgangssprache (67 %) und griechisch-katholischem Glauben, Juden machten rund 14 % der Bevölkerung aus.

## Ortschaften
Auf dem Gebiet des Bezirks bestanden 1910 Bezirksgerichte in Niemirów, Rawa Ruska und Uhnów, diesen waren folgende Orte zugeordnet:
Gerichtsbezirk Niemirów:
- Biała
- Huta Obedyńska
- Markt Magierów
- Markt Niemirów
- Olszanka
- Parypsy
- Przedmieście
- Radruż
- Smolin
- Szczerzec
- Ulicko Seredkiewicz
- Ulicko Zarębane
- Wróblaczyn

Gerichtsbezirk Rawa Ruska:
- Bełżec
- Dziewięcierz
- Einsingen
- Hołe Rawskie
- Horodzów
- Hrebenne
- Hujcze
- Huta Lubycka
- Huta Zielona
- Kamienna Góra
- Kamionka Wołoska bestehend aus den Ortsteilen Biszków, Bobroidy, Budy, Hołe Kamienieckie, Krzywe, Lipnik, Piratyn, Pomłynów und Stara Wieś
- Kornie
- Ławryków
- Lubycza Kniazie
- Markt Lubycza Królewska
- Lubycza Królewska Wieś
- Manasterek
- Markt Mosty Małe
- Okopy
- Pogorzelisko
- Markt Potylicz
- Prusie
- Rata
- Markt Rawa Ruska
- Rzyczki
- Seńkowice
- Siedliska
- Teniatyska bestehend aus den Ortsteilen Potoki und Teniatyska
- Werchrata
- Wulka Mazowiecka
- Zaborze
- Zamek

Gerichtsbezirk Uhnów:
- Bruckenthal
- Chlewczany
- Choronów
- Domaszów
- Dyniska
- Josefinendorf
- Karów
- Korczmin
- Korczów
- Krzewica
- Machnów
- Michałówka
- Nowosiółki Kardynalskie
- Nowosiółki Przednie
- Ostobuż
- Poddubce
- Rzeczyca
- Sałasze
- Staje
- Szczepiatyn
- Tarnoszyn
- Tehlów
- Markt Uhnów
- Ulhówek
- Wasylów
- Wierzbica
- Woronów
- Zastawie
- Żurawce